# Salavan
Salavan (in lao ສາລະວັນ) è una città del Laos meridionale ed è il capoluogo dell'omonima provincia.

## Geografia fisica
La strada che collega il sud ed il nord del paese si trova a 125 km da Salavan, a cui si accede percorrendo una strada semiasfaltata. All'intersezione tra le due strade si trova Pakse, una città situata vicino al confine con la Thailandia. Salavan, che è attraversata dal fiume Se Done, si trova in una delle zone più remote del Laos ed è circondata da una fitta giungla. Intorno alla città sorgono alcuni piccoli villaggi dove vivono diversi gruppi etnici tribali.

## Cultura
La popolazione cittadina fa parte dei cosiddetti Lao Loum (Lett. lao bassi), gli abitanti delle pianure del Laos. Tra questi, la comunità più rappresentata è quella dei lao, il gruppo etnico dominante nel paese. Fra le altre etnie della zona, spicca quella dei hmong, che sono insediati nella maggior parte dei villaggi circostanti.
La scarsità di insediamenti nelle zone limitrofe e la bellezza del paesaggio ne fanno una meta per i turisti che viaggiano con budget limitato ed amano i luoghi naturali. Qui è nata una particolare danza tradizionale lao diffusasi poi in tutto il Paese. La lingua più parlata è il lao, seguito dal  hmong. Alcuni anziani parlano anche il francese, retaggio culturale della ex colonia dell'Indocina francese.